# 鄭豐毅
鄭豐毅（1999年12月12日—），台灣新生代男演員，台灣新生代男主持人。2021年演出公視年度旗艦影集《天橋上的魔術師》，飾演受到霸凌的「小八」角色惹哭觀眾，而正式出道，同年簽約TVBS藝人事務所經紀公司，同年底演出TVBS歡樂台八點檔校園電視劇《機智校園生活》，飾演「鄭豐毅」，綽號為小胖子角色受觀眾喜愛。是台灣男子團體機智男孩 IT BOYZ成員之一。

## 演出作品

### 電視劇／網路劇
| 年份   | 頻道                | 劇名                    | 飾演     |
| 2021年 | 公視、MyVideo       | 天橋上的魔術師          | 小八     |
| 2021年 | TVBS歡樂台          | 機智校園生活            | 鄭豐毅   |
| 2022年 | TVBS歡樂台          | 機智校園生活-青春萬歲   | 鄭豐毅   |
| 2022年 | TVBS歡樂台          | 機智校園生活-必勝高三生 | 鄭豐毅   |
| 2022年 | TVBS歡樂台          | 機智校園生活-青春向前衝 | 鄭豐毅   |
| 2023年 | LINE TV、TVBS歡樂台 | 機智職場生活            | 鄭豐毅   |
| 2023年 | 公視、三立都會台    | 地獄里長                | 年輕丈夫 |
| 2024年 | TVBS歡樂台、LINE TV | 秘書俱樂部              | 陳漢     |

### 綜藝節目
| 年份           | 頻道       | 節目名稱           | 性質       | 備註 |
| 2021年－2022年 | TVBS歡樂台 | 《食尚玩家呷PLAY》 | 串場主持人 |      |

## 音樂作品

### 單曲
| 年份   | 歌名    | 備註 |
| 2022年 | WAKE UP | 《機智校園生活》主題曲 與鍾岳軒、林輝瑝、黃柏峰、王新凱、李星鏴、鄭芯恩、馮容潔、陳彥廷、賴雅琪、孔令元、楊翹碩合唱。 |

## 外部連結
- 鄭豐毅的Facebook專頁
- 鄭豐毅的Instagram帳戶
- TVBS藝人事務所的Facebook專頁
- TVBS 頂尖事務所 - 鄭豐毅 （页面存档备份，存于）